# Вршковаць
45°40′ пн. ш. 15°24′ сх. д. / 45.66° пн. ш. 15.4° сх. д.
Вршковаць (хорв. Vrškovac) — населений пункт у Хорватії, у Карловацькій жупанії у складі міста Озаль.

## Населення
Населення за даними перепису 2011 року становило 123 осіб.
Динаміка чисельності населення поселення: